# Club Náutico Ría de Ares
El Club Náutico Ría de Ares es un club náutico español situado en Ares (La Coruña).

## Historia
Fue fundado el 30 de abril de 1986 y ese mismo año ya organizó su primera competición, la "Regata multiclase" de la clase Optimist, que fue incorporando posteriormente a las clases Cadet, Vaurien, TDV, Europa, Laser y Snipe. En la clase Snipe también organizó la Copa de España de 2015 y en la clase Vaurien la Copa de España de 2023. En 1993 organizó su primera regata de cruceros, la regata "General Gabeiras".
En marzo de 2003, Puertos de Galicia adjudica al Club Náutico Ría de Ares el Contrato de Explotación de las Instalaciones Náutico-Deportivas del Puerto deportivo de Ares.